# Second City Saints
The Second City Saints era um grupo americano de wrestling profissional na Ring of Honor, que consistia de CM Punk, Colt Cabana e Ace Steel. Eles também foram geridos de forma esporádica por Lucy e Traci Brooks.
O grupo teria uma rivalidade com Raven, The Prophecy e Generation Next antes de CM Punk sair da ROH para lutar na World Wrestling Entertainment em agosto de 2005. Depois da saída de Punk, Cabana e Steel reuniram-se mais uma vez como o Second City Saints, quando competiram e perderam para Jimmy Rave e Sal Rinauro da The Embassy. Durante a sua rivalidade com a The Prophecy, eles se engajaram em uma sangrenta Chicago Street Fight, em que CM Punk foi colocado através de uma placa de arame farpado.
Todos os três companheiros da equipe assinaram contratos coa a World Wrestling Entertainment (com CM Punk sendo um membro da ECW e Ace Steel e Colt Cabana lutando na Ohio Valley Wrestling) até 4 de fevereiro de 2008, quando o Ace foi liberado. Cabana e Punk permaneceram assinados e rapidamente reuniram os Saints no show final da OVW promovido pela WWE. Punk luta atualmente no programa Raw da WWE. Cabana foi anteriormente um membro do plantel do SmackDown sob o nome de Scotty Goldman, no entanto, ele foi liberado em 2009. Ele e Punk também foram vistos trabalhando juntos antes da WrestleMania no WWE.com.
Em 2004, a Ring of Honor lançou o DVD Chicago's Elite: The Best of the Second City Saints.

## No wrestling
- Punk e Cabana
  - Movimentos de finalização duplos
    - Doomsday dropkick

  - Movimentos secundários duplos
    - Armwave dance seguido por um double elbow drop
    - Combinação Chicago Crab (Cabana) / Seated chinlock (Punk)
    - Doomsday Rana
    - Pendulum backbreaker (Cabana) seguido por um slingshot somersault senton (Punk)

- Steel e Cabana
  - Movimentos de finalização duplos
    - Colt .46 (Combinação Colt .45 (Cabana) / Hangman's neckbreaker (Steel))

  - Movimentos secundários duplos
    - Combinação Chicago Crab (Cabana) / Seated chinlock (Steel

- Temas de entrada
  - "Miseria Cantare - The Beginning" por AFI – Punk
  - "Copacabana" por Barry Manilow – Cabana
  - "I Can't Turn You Loose" por The Blues Brothers – Steel

## Campeonatos e prêmios
- Ring of Honor
  - ROH Tag Team Championship (2 vezes) – CM Punk e Colt Cabana[5]
  - ROH World Championship (1 vez) – CM Punk